# Galeazzo
Galeazzo  è un nome proprio di persona italiano maschile.

## Varianti
- Maschili: Galasso
  - Alterati: Galeotto[1]
- Femminili: Galeazza[2]

### Varianti in altre lingue
- Latino: Galeatius[1]
- Tedesco: Galeas

## Origine e diffusione
Galeazzo è una forma italianizzata del nome di Galahad, il cavaliere della Tavola Rotonda figlio di Lancillotto che, assieme a Parsifal e Bors, ebbe la ventura di raggiungere il Sacro Graal; l'etimologia di tale nome è ignota, ma alcune fonti propongono una connessione al nome ebraico Gilad. Va notato che altre fonti, qualora non ipotizzino per Galeazzo origini germaniche più o meno oscure, lo riconducono spesso al termine latino galea ("elmo"), ma si tratta di una paretimologia.
Come nome italiano conobbe una buona diffusione durante il Medioevo, attestato già sul finire del Duecento ma con il picco nel Quattrocento, presso le famiglie aristocratiche del Settentrione, dove si affermavano anche altri nomi "arturiani" come Percivalle, Lancelotto, Isolda, Ginevra, Galvano e, appunto, Arturo. Era usato particolarmente fra gli Sforza e i Visconti, presso i quali divenne nome tradizionale. È distribuito principalmente nell'Italia settentrionale e centrale, con maggiore frequenza in Emilia-Romagna, Toscana e Veneto e, secondariamente, Lombardia e Piemonte.
Dalla variante latina Galàtheus trae il suo titolo il Galateo, il celebre libro di buone maniere che monsignor Giovanni Della Casa dedicò al suo mecenate, il vescovo Galeazzo Florimonte.

## Onomastico
Il nome è adespota, ossia privo di santo patrono; l'onomastico si può festeggiare eventualmente il 1º novembre, in occasione di Ognissanti (va notato che alcune fonti pongono l'onomastico al 5 novembre in memoria di Galeazzo Florimonte, vescovo di Aquino e poi di Sessa Aurunca; Florimonte, però, non è mai stato canonizzato).

## Persone

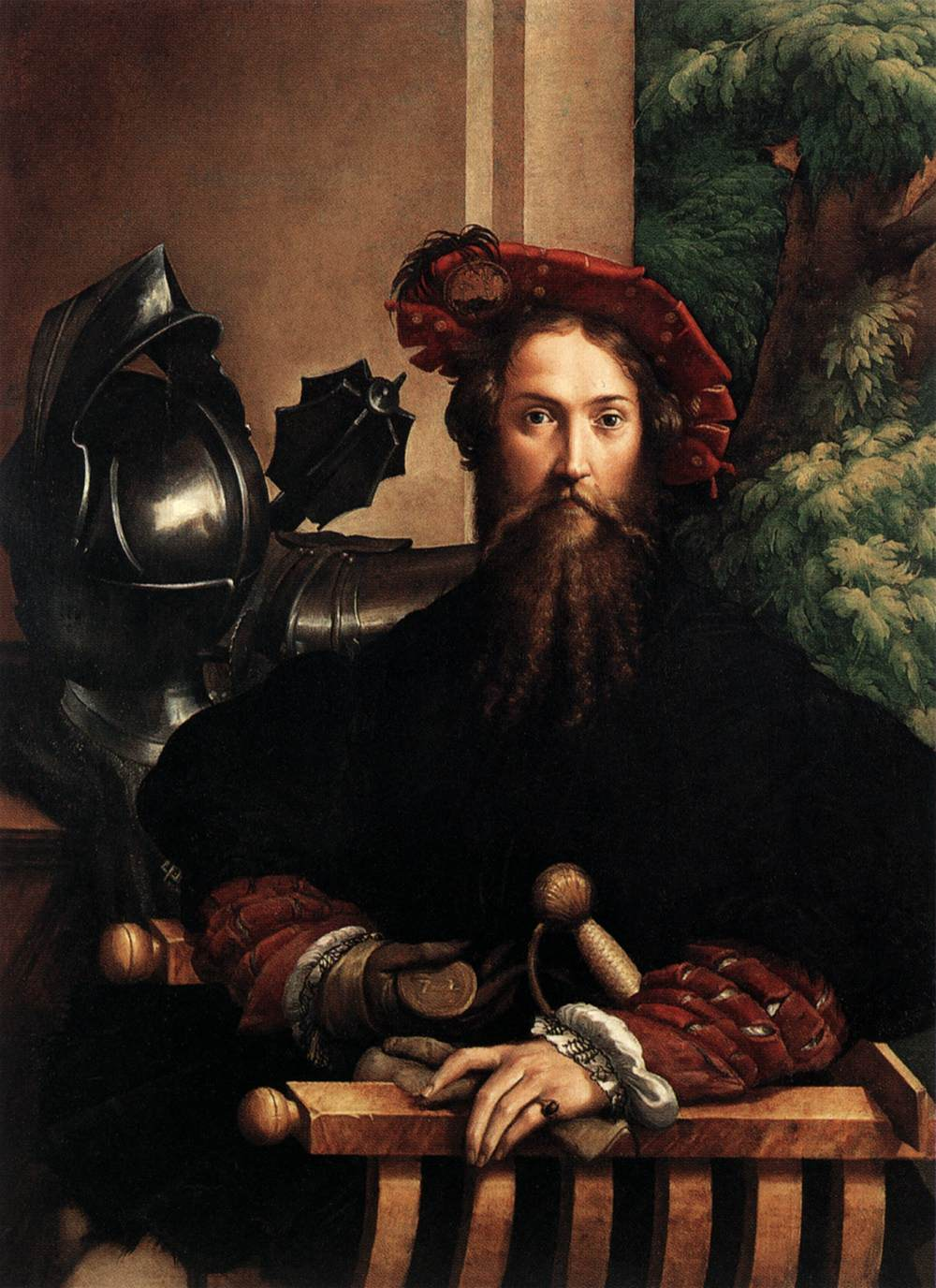
Gian Galeazzo Sanvitale (1496-1550)

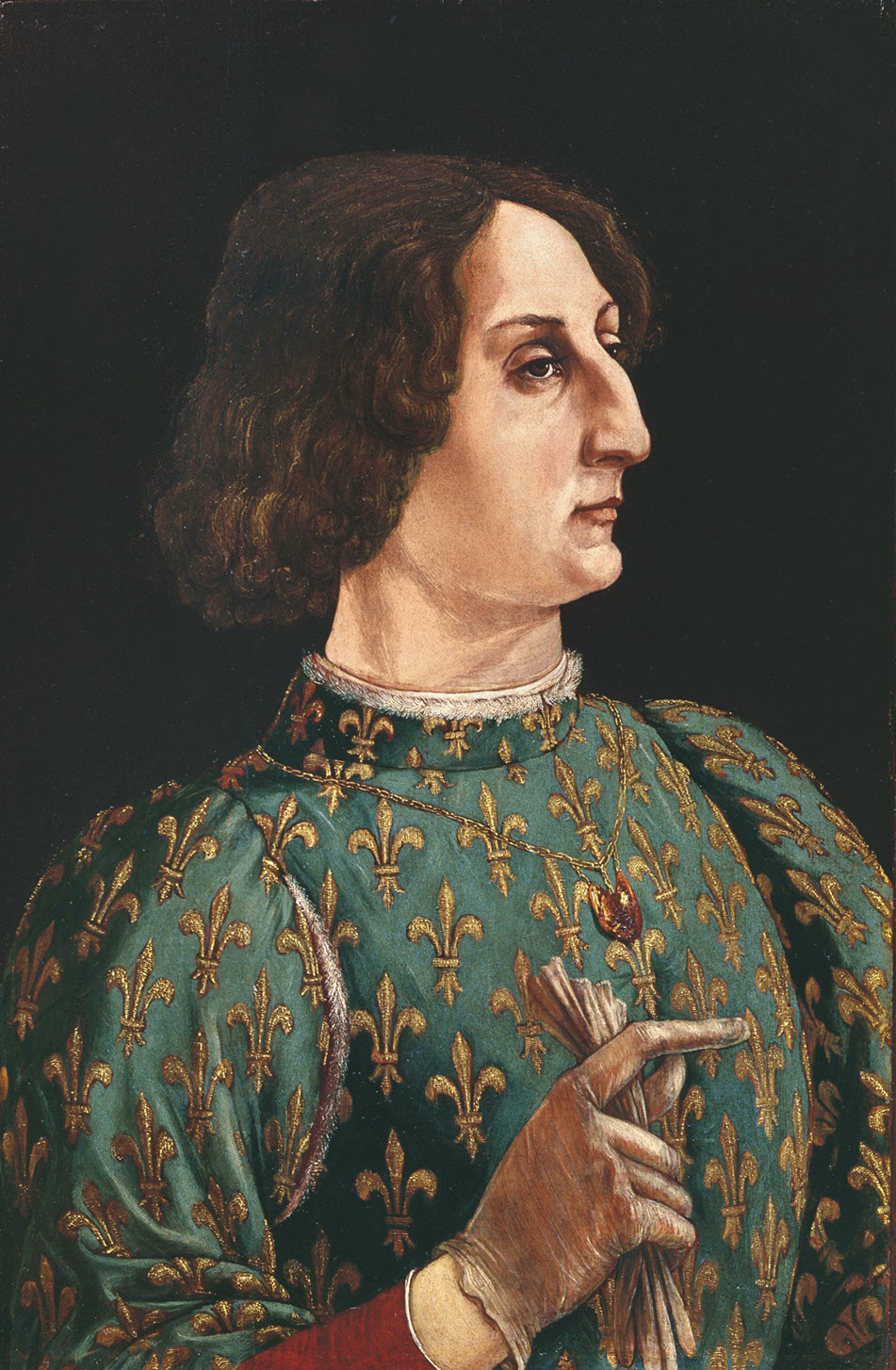
Galeazzo Maria Sforza (1444-1476)

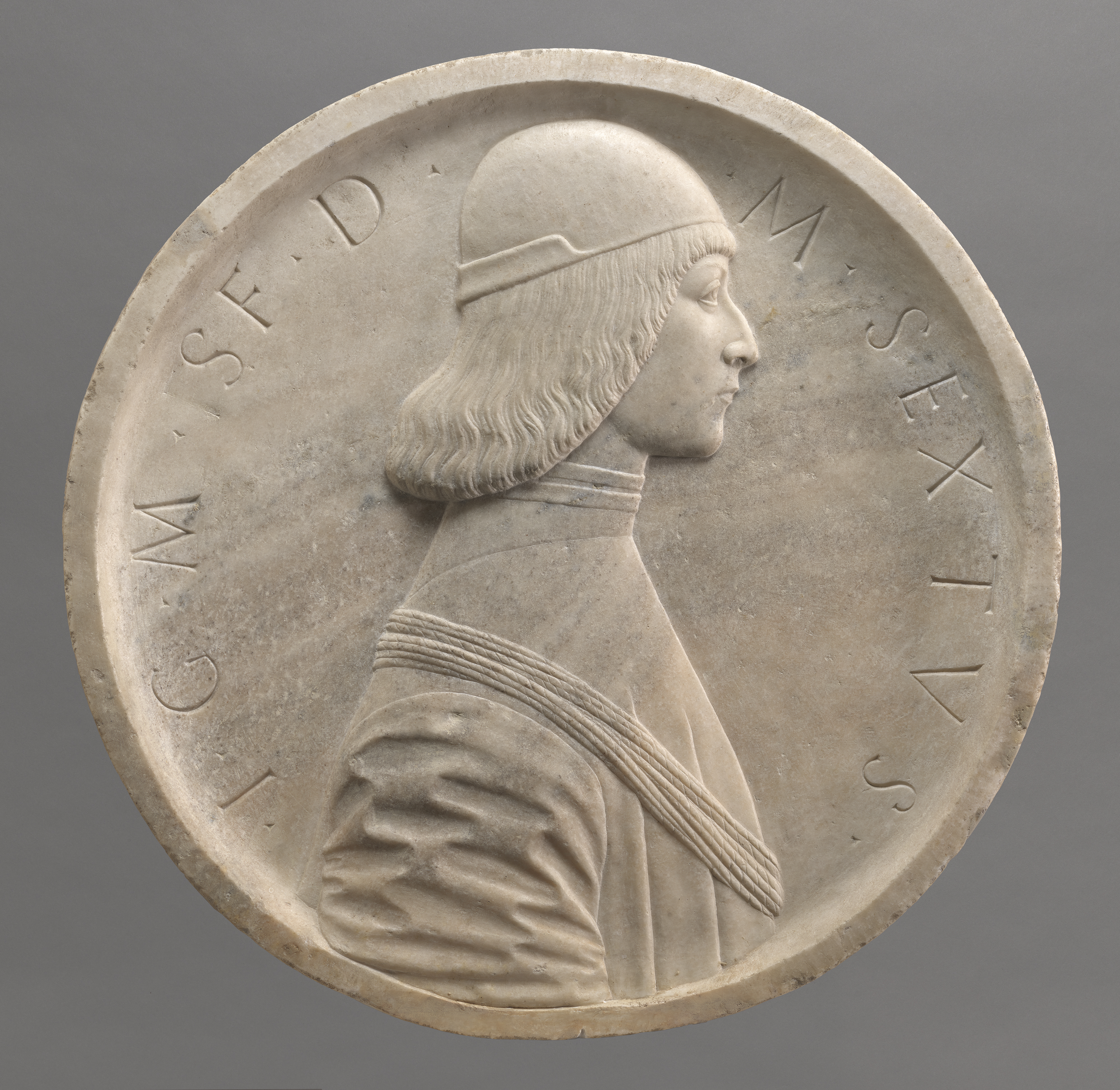
Gian Galeazzo Maria Sforza (1469–1494)

- Galeazzo Alessi, architetto italiano
- Galeazzo Benti, attore e sceneggiatore italiano
- Galeazzo Campi, pittore italiano
- Galeazzo Caracciolo, nobile italiano
- Galeazzo Cattaneo o Galeazzo da Mantova, condottiero italiano
- Galeazzo Cavriani, vescovo italiano
- Galeazzo Ciano, diplomatico e politico italiano
- Galeazzo da Roma, criminale italiano
- Galeazzo di Tarsia, poeta italiano
- Galeazzo Dondi, cestista e allenatore di pallacanestro italiano
- Galeazzo Florimonte, letterato e vescovo italiano
- Galeazzo Frigerio, militare e geografo italiano
- Galeazzo Gonzaga, politico e poeta italiano
- Galeazzo Gualdo Priorato, storico e scrittore italiano
- Galeazzo Malatesta, signore di Pesaro e di Fossombrone e condottiero italiano
- Galeazzo Marescotti, cardinale italiano
- Galeazzo Mondella, detto il Moderno, orafo e medaglista italiano
- Galeazzo Nardini, artista
- Galeazzo Pietra, vescovo cattolico italiano
- Galeazzo Porro, tipografo e incisore italiano
- Galeazzo Maria Sforza, duca di Milano
- Galeazzo Sommi Picenardi, militare e marinaio italiano
- Galeazzo I Visconti, signore di Milano
- Galeazzo II Visconti, signore di Milano
- Galeazzo von Thun und Hohenstein, principe e gran maestro del Sovrano Militare Ordine di Malta

### Variante Galasso
- Galasso da Montefeltro, condottiero italiano
- Galasso Alghisi, architetto italiano
- Galasso Galassi, pittore italiano
- Galasso I Pio, signore di Carpi

### Variante composta Gian Galeazzo
- Gian Galeazzo Sanvitale, noto anche come Galeazzo I Sanvitale, nobile e condottiero italiano
- Gian Galeazzo Serbelloni, nobile e militare italiano
- Gian Galeazzo Maria Sforza, duca di Milano
- Gian Galeazzo Trotti, condottiero italiano del Ducato di Milano
- Gian Galeazzo Visconti, signore di Milano

## Il nome nelle arti
- Papa Galeazzo, protagonista di racconti picareschi della letteratura popolare salentina